# Cangaíba
 (mai 2022).
La mise en forme du texte ne suit pas les recommandations de Wikipédia : il faut le « wikifier ».
Les points d'amélioration suivants sont les cas les plus fréquents :
- Les titres sont pré-formatés par le logiciel. Ils ne sont ni en capitales, ni en gras.
- Le texte ne doit pas être écrit en capitales (les noms de famille non plus), ni en gras, ni en italique, ni en « petit »…
- Le gras n'est utilisé que pour surligner le titre de l'article dans l'introduction, une seule fois.
- L'italique est rarement utilisé : mots en langue étrangère, titres d'œuvres, noms de bateaux, etc.
- Les citations ne sont pas en italique mais en corps de texte normal. Elles sont entourées par des guillemets français : « et ».
- Les listes à puces sont à éviter, des paragraphes rédigés étant largement préférés. Les tableaux sont à réserver à la présentation de données structurées (résultats, etc.).
- Les appels de note de bas de page (petits chiffres en exposant, introduits par l'outil «  Source ») sont à placer entre la fin de phrase et le point final[comme ça].
- Les liens internes (vers d'autres articles de Wikipédia) sont à choisir avec parcimonie. Créez des liens vers des articles approfondissant le sujet. Les termes génériques sans rapport avec le sujet sont à éviter, ainsi que les répétitions de liens vers un même terme.
- Les liens externes sont à placer uniquement dans une section « Liens externes », à la fin de l'article. Ces liens sont à choisir avec parcimonie suivant les règles définies. Si un lien sert de source à l'article, son insertion dans le texte est à faire par les notes de bas de page.
- La présentation des références doit suivre les conventions bibliographiques. Il est recommandé d'utiliser les modèles {{Ouvrage}}, {{Chapitre}}, {{Article}}, {{Lien web}} et/ou {{Bibliographie}}. Le mode d'édition visuel peut mettre en forme automatiquement les références.
- Insérer une infobox (cadre d'informations à droite) n'est pas obligatoire pour parachever la mise en page.

Pour une aide détaillée, merci de consulter Aide:Wikification.
Si vous pensez que ces points ont été résolus, vous pouvez retirer ce bandeau et améliorer la mise en forme d'un autre article.
Cangaíba est un district situé dans la zone est de la municipalité brésilienne de São Paulo, avec 151 538 habitants, selon le recensement de 2010, il est habité en général par des personnes issues des classes moyennes et inférieures.
Au nord, il borde la municipalité de Guarulhos, à travers le parc écologique de la Tietê — une région très fréquentée en raison du tourisme causé par le parc et parce qu'il couvre une partie de la rodovia Ayrton Senna, la principale liaison entre la capitale de São Paulo et la Vallée du Paraíba. À l'est et au sud, il borde le district de Penha et aussi au sud avec Ponte Rasa, plus à l'est il borde Ermelino Matarazzo, terminant son chemin.
Quartiers de Cangaíba : Jardim Jaú (partie) ; Vila Londrina ; Vila Mesquita ; Vila Santo Henrique ; Jardim Otilia ; Vila Paz ; Jardim Gôndolo ; Vila Dom Duarte Leopoldo ; Jardim de Lorenzo ; Chácara Cruz do Sul ; Vila Pierina ; Vila Vidal ; Vila Rui Barbosa ; Vila Araguaia ; Vila Penteado ; Chácara Santo Antônio ; Jardim Arizona ; Jardim Cangaíba ; Jardim Piratininga ; Vila Fernando ; Vila Rufino; Jardim Paulistânia ; Vila Hilda ; Vila Antenor ; Vila Rica ; Jardim São Francisco ; Vila Arruda ; Vila Sartori ; Jardim Janiópolis ; Engenheiro Goulart ; Vila Brasil ; Vila Buenos Aires ; Jardim do Castelo ; Vila Franci ; Vila Belo Horizonte ; Vila Libanesa ; Parque Líbano ; Vila Silvia ; Jardim Danfer ; Vila Amália ; Jardim Gonzaga ; Vila São Jorge ; Jardim Penha ; Jardim Aidar ; Vila Guaraciaba (partie).

## Étymologie
Le terme Cangaíba vient du tupi-guarani Cangaíva,  de la jonction de caa + nga + iva, où caa est forêt, nga est lieu et iva est fruit, ce qui se traduit pour les terres de Cangaíba par un "lieu dans la forêt avec des fruits" ou un "endroit fructueux dans la forêt".

## Histoire
Le développement du quartier de Cangaíba est lié à l'arrivée des premiers colons au Brésil et à la fondation de la ville de São Paulo de Piratininga, en 1554, par des prêtres jésuites qui ont construit de petits villages sur les rives des rivières Tamanduateí et de l'Anhembi (Tietê), où vivaient certaines personnes, tribus indigènes.
La rencontre entre les colonisateurs portugais et les Indiens de São Paulo n'a pas toujours été amicale, mais le Cacique Tibiriçá de la tribu Inhampuambuçu rejoint les jésuites en devenant chrétien. Son frère, Cacique Piquerobi, mécontent de cette alliance qui menaçait son peuple, émigra avec sa tribu vers les rives orientales de l'Anhembi, construisant le village d'Ururaí.
Piquerobi rejoint d'autres tribus pour expulser les Portugais des terres de São Paulo, lors du premier grand conflit entre Indiens et Portugais, la guerre de Piratininga, où il est assassiné par son frère Tibiriçá, en 1562.
Les terres d'Ururaí s'étendaient de l'ancienne vallée de Ticoatira à São Miguel de Ururaí (São Miguel Paulista), couvrant les terres du cerro do Cangaíba, bordées par les rivières Anhembi et Ticoatira, à l'époque, le territoire appartenait à Nossa Senhora de Penha de França.
Les Indiens étaient sous la protection des Jésuites qui cherchaient à les catéchiser, mais l'arrivée des bandeirantes, dans le plateau de São Paulo, à la recherche d'or, les fit commencer à emprisonner les Indiens, en même temps qu'ils ont pris possession de leurs terres.
La plantation indigène a été transformée sous le commandement des Portugais, laissant la place aux sesmarias, de vastes portions de terres données par le roi du Portugal pour l'exploration, ainsi, les premiers sites et pâturages de la région sont apparus et les premières têtes de bétail ont été apportées par Tomé de Souza, créant le plus grand troupeau que l'Amérique posséderait à cette époque.
À la fin du XIXe siècle, le pays connaît de profondes transformations avec la libération des esclaves, la Proclamation de la République et l'arrivée de nouveaux immigrants de différentes ethnies.
La ville de São Paulo, parallèlement à ces événements, a prospéré avec le début de l'industrialisation, dans les régions orientales de Brás et Moóca, c'est dans ce contexte qu'apparaîtront les premières subdivisions urbaines des régions périphériques de la ville, émergeant des dizaines de villages en peu de temps, autour du noyau primitif de Penha de França, c'est dans ce contexte que le quartier de Cangaíba et ses dizaines de villages vont se développer, dans les moules urbains de la ville, à partir de la vente des lots des anciennes fermes et chácaras.

### Fondation
La théorie souligne que la date la plus ancienne située informant les anciens arrêts de la Cangaíba, a eu lieu autour de la Lettre de Sesmaria donnée par le roi du Portugal, D. Fernando, au village d'Ururaí, qui comptait 6 000 lieues, allant de l'ancien Ticoatira Vallée, près de l'embouchure de la rivière Tietê, à São Miguel de Ururaí (São Miguel Paulista), datée du 12 octobre 1580.
La date de fondation du quartier de Cangaíba, cependant, à partir du colonisateur, remonte à 1667, lorsque des pionniers ont demandé des lotissements à Penha de França et ses environs, au moment de la découverte de l'or, et les terres indigènes de la région ont été progressivement région envahie.
La translation d'une lettre de dates du 25 novembre 1667 aux fonctionnaires de la Chambre, informe que le pionnier Pantalião Pedroso, un habitant de la Vila de São Paulo, demande des "marécages" à "Cangá", une corruption de Cangaíva, pour les pâturages de leur bétail, bovins et chevaux, sur les terres indigènes. Le plaidoyer a été accordé, donnant le titre de fondateur du quartier à Pantalião Pedroso, qui a transformé la forêt indigène en plantations de subsistance et de pâturages.
Au cours des siècles suivants, la région est tombée dans l'abandon, des Indiens réduits en esclavage ont été recrutés pour explorer d'autres sertões et un nouveau cycle de l'or est apparu dans le Minas Gerais, modifiant l'orientation de la migration des colonisateurs.

### Les villages de Cangaiba
Cangaíba du XIXe siècle était un village éloigné de la paroisse de Penha de França qui manquait de tout, mais qui s'est développé si rapidement qu'aujourd'hui, c'est un district qui compte des dizaines de villages et un vaste réseau de commerces et de services dans toute la région.
Il convient de rappeler que toute la ville s'est développée à partir des mêmes phénomènes historico-sociaux, les anciennes fermes et fermes des XVIIIe et XIXe siècles ont commencé à être subdivisées, à partir de l'industrialisation du centre-ville, qui a fait des villages environnants des dortoirs pour l'immense flux d'habitants qui cherchaient la région pour vivre à proximité de la zone de travail ou pour démarrer une petite entreprise, comme les boulangeries, les boucheries, les bars, les épiceries et les maisons de matériaux de construction, qui au fil du temps, se sont diversifiées dans les grands magasins, les salons de coiffure, chaussures, meubles, vêtements, restaurants, confiseries, écoles privées, banques et autres services.
Dans ce contexte, les villages qui se sont formés le long des avenues principales se sont développés, ceux qui se sont formés sur les rives de la Tiquatira, en direction de Penha de França à Ermelino Matarazzo avec qui il borde sont : Jardim Jaú ; V. Londrina ; Chácara Cruzeiro do Sul ; Vila Rui Barbosa ; Vila Pierina ; Vila Antenor ; Jd. Arizona ; Vila Araguaia ; V. Buenos Aires ; Jd. Penha ; V. Libanesa et Parque Boturussu.
Ceux qui se sont formés du haut du Cerro do Cangaíba, vers l'Av. Dr. Assis Ribeiro, ou au contraire, s'est installé sur les rives de la plaine inondable de Tietê et a délimité ses limites au sommet de la colline : Vila Mesquita ; Jd. Piratininga ; Jd. Paulistania ; Engº Goulart ; V. Sílvia ; Jd. Danfer e V. Cisper.
Les villages qui ont émergé entre les anciennes plaines inondables de la Tietê et la ligne ferrée de la CPTM sont : Jd. Flavio ; Jd. Piratininga (précitée) dans la partie en contrebas de la ligne ferrée ; Jd. São Francisco et Jd. Keralux.
Certains villages n'ont pas leur périmètre délimité, ce sont : Vila Paz ; Jardim do Castelo ; Jardim Janiópolis ; V. Franci ; V. Amália (près de Jd. Danfer) ; V. Arruda ; V. Belo Horizonte ; V. Ilda ; Vila Rica ; V. Rufino ; V. São Pedro ; V. São Jorge ; V. do Sapo ; Jd. Flavio ; Jd. São Francisco et V. Sampaio.
Certaines régions du voisinage ont subi des invasions, formant des communautés étendues, comme c'est le cas des plus connues : Comunidade da Caixa D’água, en Engº Goulart, anciennement appelée Comunidade de Santa Rita ; Comunidade do Arizona, dans Jd. Arizona; Comunidade do Danfer, dans Jd. Danfer ; derrière la ligne de train, Comunidade da Vila do Sapo et celle de « Pira », à Jd. Piratininga et les Communautés de Bato et Morro da Fé.

## Émancipation politique
Cangaíba était liée à la historique Freguesia da Penha de França, à la fois pour être un moyen d'aller et venir obligatoire pour les habitants de la région, ainsi que pour sa formation politique et administrative, qui était subordonnée à Penha, jusqu'au 28.02.1964, l'Assemblée législative a promulgué la loi 8.092 qui a créé des centaines de municipalités dans l'État et de nouveaux sous-districts, déclarant dans son annexe I du cadre général de la division territoriale de l'État de São Paulo en comarques, municipalités et districts, la création du 41e sous-district - Cangaíba - avec un territoire séparé du 3e sous-district - Penha de França dans le district de São Paulo.
Le 11 mars 1997, le projet de loi instituant la Journée anniversaire de Cangaíba a été approuvé, à célébrer chaque année le 28 février, en l'intégrant au calendrier officiel de la ville de São Paulo. La date choisie est une allusion à la loi 8.092 du 28 février 1964, date du démembrement du nouveau quartier de Penha de França.
Au moment de la colonisation des quartiers de Penha de França et de São Miguel Paulista, il est important de comprendre que les quartiers étaient des colonies contiguës, c'est-à-dire sans frontières, ce qui rend difficile la compréhension du développement du quartier de Cangaíba, basé sur des documents qui enregistrent des faits historiques de Penha, il y a donc un effort pour déduire que les mêmes événements ont également eu lieu à Cangaíba :
- Le passage de voyageurs et de personnalités importantes telles que Pierre Ier et Pierre II, enregistrés comme visiteurs à Penha de França, dans des moments décisifs pour le pays, sont également passés par les routes de Cangaíba pour continuer vers Rio de Janeiro ;
- Le plus grand conflit bellique de la ville de São Paulo, motivé par le mécontentement des militaires face à la crise économique et à la concentration du pouvoir entre les mains des politiciens de São Paulo et de Minas Gerais, la Révolution de 1924, a obligé le président Carlos de Campos à se réfugier à Penha, le 9 juillet, s'installant dans un wagon adapté à la gare de Guaiaúna, à l'époque, une prison était installée à Cangaíba pour arrêter les rebelles.
- Les mêmes activités agricoles, dont le surplus approvisionnait la ville naissante de São Paulo ;
- Les premières industries de la région, les poteries, qui se sont répandues le long de la rivière Tietê, grâce à la matière première qui se trouvait dans les plaines inondables de la rivière, ont été utilisées dans la construction de la ville ;
- L'urbanisation rapide avec l'arrivée du train dans la région ;
- La vague d'immigration qui n'a jamais cessé dans la région, ne changeant que la composition des groupes nationaux ou étrangers à la recherche de nouvelles opportunités dans les environs de Penha de França : d'abord les Portugais sont arrivés à différentes périodes et en plus grand nombre, suivis des Italiens et Japonais, en plus petit nombre ; Actuellement, il y a une présence de Boliviens dans la région et de réfugiés Africains.

## Armoiries de Cangaíba
Les armoiries et le drapeau de Cangaíba ont été développés à partir du sauvetage historique de la chercheuse et historienne Adriana Lopes, compte tenu de l'étude de l'héraldique et de la contribution des peuples autochtones à la formation de la ville de São Paulo.
La couronne murale est le symbole de l'émancipation politique portugaise, construite en briques, honore les premières industries du quartier de Cangaíba, les poteries, existant sur les rives de la Tietê, à la fin du XIXe siècle. L'écu à la tête, dans un champ d'azur (bleu), représente la justice, la persévérance et le zèle des Cangaibenses ; ramenant au centre l'église à la croix universelle, elle symbolise la catéchisation des Indigènes par les jésuites et l'église Bom Jesus do Cangaíba, ainsi que toutes les institutions religieuses du quartier.
L'écu est transpercé par l'épée des bandeirantes portugais de la région depuis le XVIe siècle, en conflit avec les Indigènes Guaianá des villages Ururaí, anciens habitants, représentés par la flèche.
La partie inférieure de l'écu dans le champ de sinople (vert) représente les anciennes terres du Cerro do Cangaíva ; la joie et l'amitié entre les résidents; l'abondance et l'espoir de nos champs ; les forêts primitives et le caractère rural du passé donnant vie au parc écologique Tietê et au parc linéaire Tiquatira,  de vastes zones vertes de loisirs.
Au centre, en bas, le masque du théâtre grec, représentant le Théâtre Flavio Império.
Au centre, traversant les champs, l'arrivée du progrès représenté par la roue du commerce : le chemin de fer représentant les gares ferroviaires d'Engº Trindade et Engº Goulart, parallèle à la route, représentant les principales avenues du quartier : Cangaíba, Dr. Assis Ribeiro et Governador Carvalho Pinto (Tiquatira), moteurs de la croissance du quartier.
Sur les rives de la Cangaíba, traversant tout le quartier, nous avons deux bandes blanches, symbole de la pureté des eaux des rivières Tietê et Tiquatira.
Au bas de l'écusson se trouve la date de fondation du quartier, le 25 novembre 1667, de la première sesmaria donnée à un pionnier des anciennes terres de Cangaíva.
Les armoiries ont été présentées aux associations et aux habitants de la région, en 2019, à l'Auditorium du Colégio Machado de Assis, l'un des principaux de la région de Cangaíba et Penha, avec le soutien du sous-maire Thiago Della Volpi de la Sous-préfecture de Penha, cherchant à contribuer à l'identité historique du quartier.

## Loisirs et culture

### Parc écologique de Tietê
Le quartier abrite le parc écologique de Tietê, sous-produit des travaux de rectification de la rivière Tietê, une proposition urbaine pour la préservation de la faune et de la flore des basses terres de la rivière.
Le parc a été inauguré, en 1982, par le décret d'État du 7.868/76 et dispose d'un centre d'éducation environnementale ; culturel ; Musée de la Tietê ; Bibliothèque et Centre d'accueil des Animaux sauvages, pouvant héberger les animaux confisqués ou donnés.
Le parc est situé sur la Rodovia Parque, 8054, et couvre une vaste gamme de 14 millions de m2, de la région d'Engenheiro Goulart, à Cangaíba, à une petite partie de Vila Jacuí, spécifiquement 171 000 m2, offrant aux visiteurs des activités culturelles, éducatives, récréatives, sports et loisirs, recevant environ 330 000 visiteurs par mois.
Le parc est facile d'accès, en utilisant la ligne 3 du métro à Penha, la ligne 12 de la CPTM et les lignes de bus : 2582-10, 2718-10 et 271A-51.2.

### Parc linéaire Tiquatira
Le parc de Tiquatira a été créé par la Ville de São Paulo en partenariat avec la Sabesp, à partir de la plantation de milliers d'arbres par Hélio Silva, dit "le planteur d'arbres". Depuis 2003, M. Hélio a planté des arbres sur les rives du Ribeirão Tiquatira en 4,5 km de longueur, il a initialement planté 5 000 arbres à lui seul et, actuellement, le parc compte 26 500 arbres avec environ 150 espèces indigènes de la forêt atlantique, dont certaines portent des fruits pour attirer les oiseaux, grâce à la généreuse initiative de préserver l'ancienne plaine inondable de le ribeirão, installé près des pistes de jogging de la mairie ; en marchant; planches à roulettes et bicicross, kiosques et terrains de soccer ont également été aménagés, en communion avec la nature.
Le parc est situé le long de l'avenue Governador Carvalho Pinto, partant de la région de Jaú, du viaduc General Milton Tavares de Souza, vers les villages de Cangaíba, se terminant à l'avenue São Miguel.

### Théâtre Flavio Império
Le théâtre municipal de Cangaíba Flavio Império a été ouvert en 1992, mais a été fermé pendant 10 ans pour la revitalisation de l'espace, étant livré aux résidents avec un espace vert de 10 000 m2, contenant une aire de jeux et une piste de sport .
Le théâtre est situé à rua Professor Alves Pedroso, no 600, les programmes sont gratuits et diversifiés et importants pour apporter loisirs et culture aux habitants du quartier et aux visiteurs.
Le quartier de Cangaíba est l'un des seuls de la ville à disposer de deux grands parcs préservant les anciennes zones inondables de la rivière et d'un théâtre, montrant la croissance du quartier.

## Religiosité
Selon le recensement de 2010, Cangaíba compte plus de 150 000 habitants, migrants et immigrés, partageant la foi conformément à leurs traditions et pratiques, et la diversité religieuse existante nous montre la pluralité culturelle qui existe sur le territoire et la coexistence harmonieuse entre les résidents de la région.
- Église Bom Jesus do Cangaíba - La première chapelle du quartier a été placée devant l'actuelle et a été démolie par la famille qui a acheté le terrain, on pense qu'elle a été construite au début du XXe siècle, comme le journal O Estado de São Paulo rapporta une messe dans la "Capella do Cangaiva", en 1904. Transférée à Praça Barra D'Ouro, la chapelle au sommet du Cerro do Cangaíba, a été le théâtre des grandes fermes de la région et de l'arrivée d'immigrants portugais et italiens, pour la plupart catholiques.
- Église Santo Onofre - L'église de Santo Onofre par Engº Goulart avait sa pierre angulaire et la croix posée au bout de l'ancienne Rua dos Industriários (actuellement Goma de Olíbano), au pied de la colline où se trouve maintenant la communauté Caixa D'Água situé, vers 1948, la croisière est restée en place pendant de nombreuses années, étant supprimée vers 1980, après l'invasion de la colline et l'église a été construite au début de la rue Goma Olíbano, où elle se trouve jusqu'à aujourd'hui.

Les églises catholiques mentionnées et celles des environs sont les plus anciennes et les plus traditionnelles de Cangaíba, en raison de la colonisation européenne fortement liée au christianisme, étant érigées en des points saillants, cependant, les villages qui ont émergé ont également une participation significative des églises évangéliques :
- Congrégation chrétienne au Brésil, Foursquare Gospel, Pentecôtiste, Brésil pour le Christ, Adventiste, Méthodiste, Universelle du Royaume de Dieu, a une importante participation communautaire.

D'autres résidents partagent le christianisme à travers les centres spirites.

## Commerce
L'avenue Cangaíba est le plus grand centre commercial du quartier, où vous trouverez tout ce dont vous avez besoin, des écoles publiques et privées, des marchés, des pharmacies, des banques, des boulangeries, des boucheries, des bars, des restaurants et un vaste réseau de services. Chaque village appartenant au quartier a ses rues commerciales, comme c'est le cas des rues Pastoril de Itapetinga et Careiro à Jd. Danfer et les rues Colônia Leopoldina et Olho D'água do Borges, à Vila Sílvia.

## Transports
Le district est desservi par les lignes 12 - Saphir et 13 - Jade de la CPTM, avec la gare d'Engenheiro Goulart.
La gare d'Engenheiro Goulart est située sur l'avenue Dr. Assis Ribeiro, no 169, à Engº Goulart, dans le district de Cangaíba, elle a été inaugurée le 01.01.1934 et rouverte officiellement le 4 août 2017, après la fin des rénovations pour la mise en œuvre de la ligne 13 - Jade, qui est devenue le point de départ vers la gare d'Aeroporto-Guarulhos, étant gérée depuis 1994 par la CPTM.
Il a des lignes de bus sur les principales avenues Cangaíba, Assis Ribeiro et Governador Carvalho Pinto qui vont au centre-ville ou à la station de métro Tatuapé, en plus des minibus urbains, disséminés dans les quartiers du quartier qui vont à la station de métro Penha.